# Hańczowa
Hańczowa (lemkisch Ганьчова) ist eine Ortschaft mit einem Schulzenamt der Gemeinde Uście Gorlickie im Powiat Gorlicki der Woiwodschaft Kleinpolen in Polen.

## Geographie
Der Ort liegt am Fluss Ropa in den Niederen Beskiden im sogenannten Lemkenland. Die Nachbarorte sind Uście Gorlickie im Norden, Kwiatoń, Skwirtne und Regietów im Osten, Wysowa-Zdrój im Süden, sowie Stawisza und Ropki im Westen.

## Geschichte
Der Ort liegt auf einem alten Handelsweg entlang der Ropa durch den Wysowska-Pass nach Ungarn. 1359 erhielt Jan Gładysz das Privileg zur Kolonisation der oberen Ropa. Damals bestand dort nur das Dorf Łosie, aber die Familie Gładysz aus Szymbark begründete dank des Privilegs 19 Dörfer, mehrheitlich im späten 15. und frühen 16. Jahrhundert.
Nach dem deutschen Volkskundler Kurt Lück wurde Hańczowa zunächst im Stadtbuch von Biecz aus dem späten 14. Jahrhundert einige Male als Hannushaw bzw. Hannishaw, d. h. unter dem deutschen Rodungsnamen Hannus--hau erwähnt und wurde danach durch den Weg Hanushaw > Hanusowa > Hańczowa polonisiert. Lück verbindet diese Erwähnungen auch mit dem anderenfalls unidentifizierten Dorf Hannusdorf, das im Jahr 1433 als [Michael Stekker de] Hannusdurff im Schöffenbuch der Stadt Krościenko auftauchte. In der polnischen Literatur ist diese Verbindung mit Hańczowa abwesend, obwohl nach Kazimierz Rymut der besitzanzeigende Name Hańczowa vom Personennamen Haniec (< deutsch Johannes) abgeleitet ist.
Nach der Mehrheit der Reiseliteratur über Hańczowa entstand das Dorf erst in der Mitte des 15. Jahrhunderts, und wurde erst im Jahr 1480 als Hanczowa erstmals urkundlich erwähnt. Später folgten die Erwähnungen von Hanszowa (1496), Anczowa (1497), Hanyczowa (1500 bzw. 1509), Hanczowa (1581) usw. 1536 wurde das mit dem deutschen Recht verbundene Schulzenamt (im Walachischen Recht wurde die Gemeinde von Knesen geführt) erwähnt.
Das Dorf im Kreis Biecz der Woiwodschaft Krakau gehörte der Adelsfamilie Gładysz bis zur zweiten Hälfte des 16. Jahrhunderts. 1526 beschenkte Paweł Gładysz finanziell den örtlichen orthodoxen Priester, aber die orthodoxe bzw. griechisch-katholische Kirche wurde erst im Jahr 1629 urkundlich bestätigt. 1771 lebten dort 95 griechisch-katholischen Familien.
Bei der Ersten Teilung Polens kam Hańczowa 1772 zum neuen Königreich Galizien und Lodomerien des habsburgischen Kaiserreichs (ab 1804). Die 1813 erwähnte örtliche Volksschule galt als eine der besten im Gebirge im griechisch-katholischen Bistum Przemyśl, die zum niedrigen Niveau des Analphabetismus bei den Kindern beitrug. Vor dem Ersten Weltkrieg gab es dort einen Lesesaal, der aber 1914 von Österreichern geschlossen wurde.
1918, nach dem Ende des Ersten Weltkriegs und dem Zusammenbruch der k.u.k. Monarchie, kam Hańczowa zu Polen. 1921 gab es im Dorf 685 Griechisch-Katholiken, 24 Römisch-Katholiken und 15 Juden. 1931 änderten die unierten Familien ihre Konfession auf orthodox (siehe auch Russophile Bewegung in Galizien).

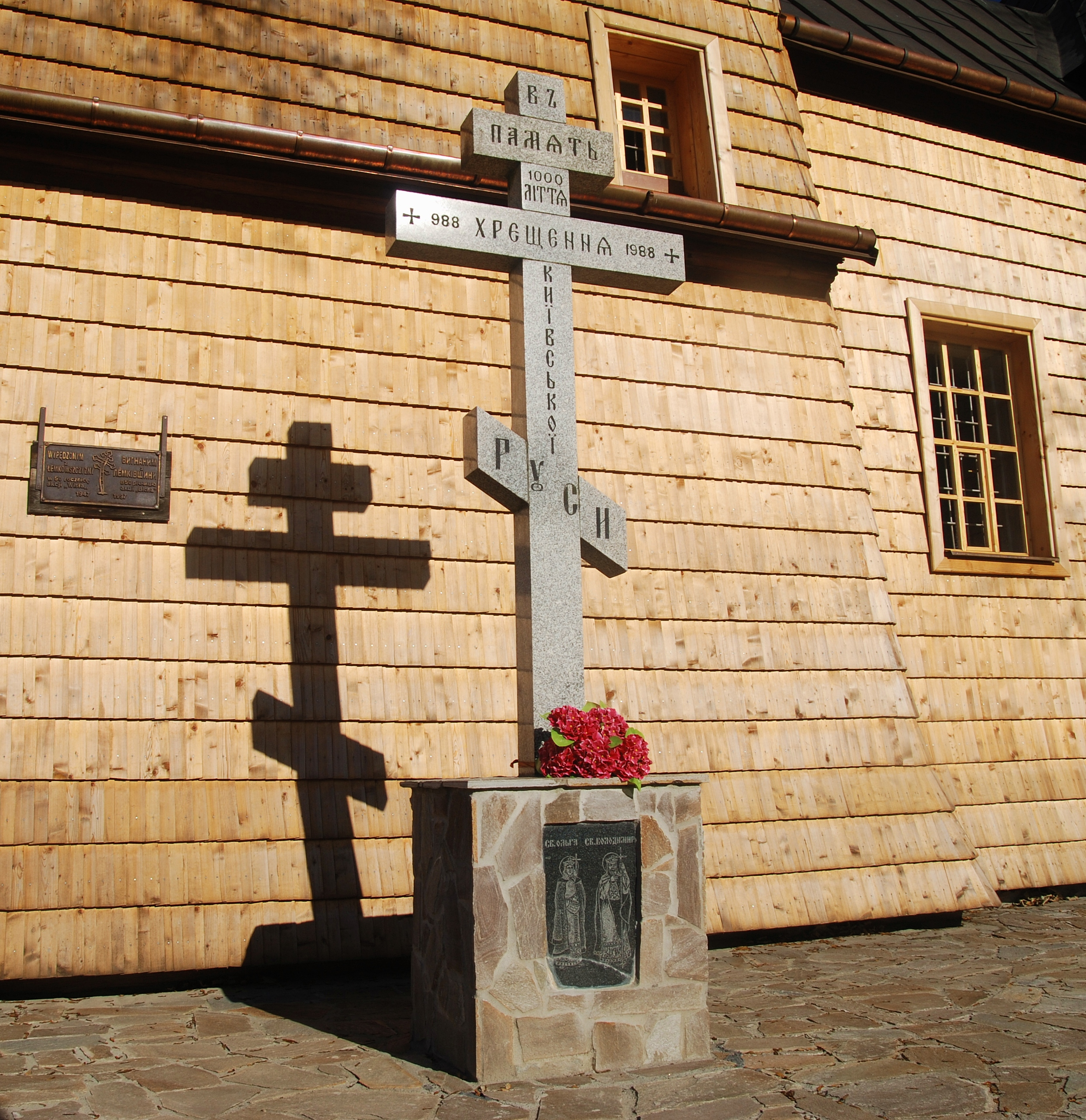
Orthodoxes Kreuz und Plakette der Aktion Weichsel

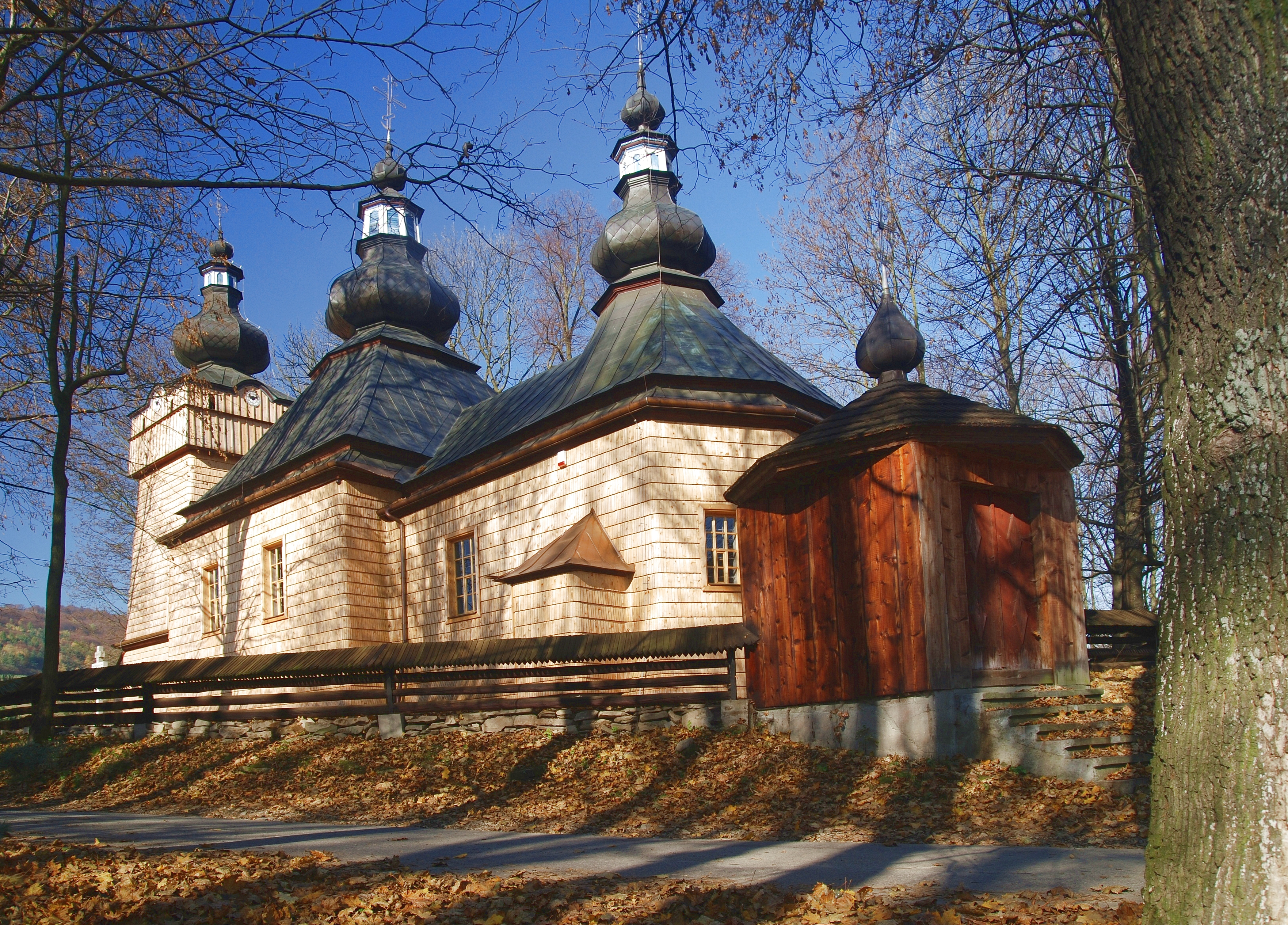
Orthodoxe Kirche in Hańczowa

Im Zweiten Weltkrieg gehörte der Ort zum Distrikt Krakau im Generalgouvernement. Im Jahr 1945 fuhren 15 Familien freiwillig in die Sowjetunion. 1947 wurde der Rest der Lemken im Rahmen der Aktion Weichsel vertrieben, nur vereinzelte Familien kehrten nach 1956 zurück (das im Norden gelegene Uście Gorlickie wurde dagegen zum neuen Zentrum der lemkischen Kultur in der Umgebung), was die ehemalige, devastierte griechisch-katholische Kirche vor dem Abriss rettete, diesmal als Sitz einer Pfarrei der Polnisch-Orthodoxen Kirche.
Von 1975 bis 1998 gehörte Hańczowa zur Woiwodschaft Nowy Sącz.